# Giro di Lombardia 1910
Il Giro di Lombardia 1910, sesta edizione della corsa, fu disputata il 6 novembre 1910, su un percorso totale di 232 km. Fu vinta dall'italiano Giovanni Micheletto, giunto al traguardo con il tempo di 8h35'32", alla media di 27,001 km/h, precedendo ai connazionali Luigi Ganna e Luigi Bailo. 
Presero il via da Milano 62 ciclisti e 21 di essi portarono a termine la gara.

## Ordine d'arrivo (Top 10)
| Pos. | Corridore           | Squadra           | Tempo    |
| ---- | ------------------- | ----------------- | -------- |
| 1    | Giovanni Micheletto | Stucchi           | 8h35'32" |
| 2    | Luigi Ganna         | Atala-Continental | s.t.     |
| 3    | Luigi Bailo         | -                 | a 4'00"  |
| 4    | Domenico Cittera    | Legnano           | a 6'00"  |
| 5    | Carlo Galetti       | Atala-Continental | a 11'00" |
| 6    | Guido Matteoni      | -                 | s.t.     |
| 7    | Emilio Chironi      | Otav-Pirelli      | a 21'00" |
| 8    | Luigi Azzini        | Legnano           | s.t.     |
| 9    | Battista Danesi     | Atala-Continental | a 25'00" |
| 10   | Giuseppe Dilda      | -                 | a 30'00" |